# Florence Copp
 (janvier 2025).
Si vous disposez d'ouvrages ou d'articles de référence ou si vous connaissez des sites web de qualité traitant du thème abordé ici, merci de compléter l'article en donnant les références utiles à sa vérifiabilité et en les liant à la section « Notes et références ».
Florence Copp, née le 17 mars 1968, est une patineuse française de patinage artistique, double vice-championne de France 1985 et 1986.

## Biographie

### Carrière sportive
Originaire d'Argenteuil, Florence Copp est double vice-championne de France 1985 à Belfort et 1986 à Franconville, derrière sa compatriote Agnès Gosselin.
Elle représente la France à deux championnats d'Europe (1985 à Göteborg et 1986 à Copenhague). Elle ne participe jamais ni aux mondiaux ni aux Jeux olympiques d'hiver.
En 1985, elle finit septième du Danubius Thermal Trophy de Budapest.

### Reconversion
Florence Copp étudie à l'Institut national du sport, de l'expertise et de la performance de Paris.
Elle est professeur au club des patineurs de Saint-Imier dans le Jura bernois en Suisse de 1989 à 2002.
En 2002, elle commence une carrière d'aide médico-psychologique à Chaillac, d'abord au sein de l'EHPAD, puis à la maison d'accueil spécialisée à partir de 2012.
Elle habite actuellement à Lignac en Centre-Val de Loire et porte le nom de Florence Berneron, du nom de son époux. Elle a deux enfants.

## Palmarès
| Compétitions principales | 1985 | 1986 | 1987 |  |  |  |  |  |  |  |  |  |  |  |
| Jeux olympiques d'hiver  |      |      |      |  |  |  |  |  |  |  |  |  |  |  |
| Championnats du monde    |      |      |      |  |  |  |  |  |  |  |  |  |  |  |
| Championnats d'Europe    | 17e  | 20e  |      |  |  |  |  |  |  |  |  |  |  |  |
| Championnats de France   | 2e   | 2e   | 3e   |  |  |  |  |  |  |  |  |  |  |  |
|                          |      |      |      |  |  |  |  |  |  |  |  |  |  |  |